# Esker (entreprise)
Esker est une entreprise française, créée en 1985, active dans le secteur de l'automatisation des processus documentaires et dans la dématérialisation des documents de gestion. Elle gère une plateforme cloud qui automatise les processus métier pour les cycles procure-to-pay (P2P) et order-to-cash (O2C). Elle est cotée en bourse en France et aux États-Unis.

## Historique

### 1985 - 1995: débuts de l'entreprise
En 1985, Jean-Michel Bérard et Benoît Borrits créent European Software Kernel, société fournissant des services informatiques pour Unix et PC après leurs études à l’INSA de Lyon. En 1989, ils lancent Tun, un logiciel d’émulation de terminaux qui connecte des PC à des serveurs centraux sous Unix[réf. souhaitée]. Des filiales sont ouvertes au Royaume-Uni, en Espagne, en Allemagne, en Italie et aux USA.

### 1995 - 2000: croissance et acquisitions
Pour soutenir la croissance internationale, le PDG s'expatrie aux États-Unis. En 1995, l'entreprise ouvre son capital à deux sociétés de capital-risque. En 1997, Esker entre en bourse sur le Second Marché de Paris.
La société réalise des acquisitions : un distributeur en Australie en 1997, et deux sociétés américaines, Teubner (Stillwater) en 1998 et Persoft (Madison) en 1999.

### 2000 - 2008: changements de secteur d'activité
En 2000, Esker change de secteur d'activité pour la dématérialisation des documents dans les entreprises. Jean-Michel Bérard reçoit le Prix Ernst & Young de l’Entrepreneur de l'année, tandis que le marché boursier s’effondre de 30 %, avec l'éclatement de la bulle Internet.
En 2001, la société américaine VSI, spécialisée dans les serveurs de fax, est rachetée par Esker. Elle lance DeliveryWare, un service de dématérialisation, et Flydoc, un service cloud de courrier et fax à la demande en 2004. En 2008, l'entreprise a des filiales à Singapour et Kuala Lumpur, en Malaisie.

### 2008 - 2022: nouveaux partenariats
En 2010, Esker transfère sa cotation sur Alternext (désormais Euronext Growth). La société adopte la méthode agile pour le département Recherche et développement en 2011. 
En 2015, elle fait l'acquisition de la solution américaine de recouvrement TermSync. Elle crée un partenariat avec NeoPost et les deux sociétés fondent une entreprise commune. Esker rachète la société allemande e-integration en 2016.
En 2020, Esker signe des partenariats avec les Fuji Xerox et KPMG aux Pays Bas.  
En 2021, Esker commercialise Esker Pay . Le 6 janvier 2022, elle fait l'acquisition de la société Market Dojo (sourcing). 
Esker figure dans le « Gartner Magic Quadrant » pour ses solutions « Procure-to-pay » (en 2020).

### 2024: l'offre publique d'achat de Bridgepoint
En septembre 2024, Esker a annoncé son acquisition dans le cadre d'une offre publique d'achat (OPA) menée par le fonds d'investissement Bridgepoint, accompagné de General Atlantic.  
Le 3 mars 2025, Esker annonce son retrait de la Bourse de Paris, une décision motivée par la volonté d'accélérer sa stratégie de croissance indépendante.  

## Activités
Esker vend des solutions d'automatisation et de dématérialisation de documents en mode cloud, intégrant des technologies d'intelligence artificielle (IA) pour les métiers de la finance, des achats et du service client.
Le siège social de la société est situé à Villeurbanne. Esker compte 15 filiales dans le monde.